# Thomas Hagan
Pour les articles homonymes, voir Hagan.
Thomas Hagan  (né le 16 mars 1941) est un ancien membre de la Nation of Islam, et fut l'un des assassins qui tuèrent Malcolm X en 1965. Il fut aussi connu sous le nom de Talmadge Hayer  pendant un temps, ainsi qu'Abdul Halim Mujahid, qui est son nom islamique choisi.

## L'assassinat de Malcolm X
Lorsque Malcolm X fut assassiné le 21 février 1965, dans la salle de bal Audubon à Washington Heights, la police arrêta Hagan sur la scène du crime. Il confessa plus tard les faits, tout en soutenant néanmoins que Thomas Johnson (Khalil Islam) et Norman Butler (Muhammad Abd Al-Aziz), deux suspects qui furent interpellés par la suite, n'étaient pas impliqués dans l'assassinat.
Dans un affidavit de 1977, Hagan déclara qu'il avait planifié l'assassinat avec l'aide de quatre autres personnes (Johnson et Butler n'en faisant pas partie) afin de sanctionner la critique publique de Malcolm X envers Elijah Muhammad. En ce qui concerne l'assassinat en lui-même, il expliqua qu'un de ses complices avait pour but de distraire les gardes du corps de Malcolm X en se disputant avec un prétendu pickpocket. Une fois les gardes du corps occupés par la dispute et loin de Malcolm X, un autre complice armé d'un fusil de chasse s'avança vers la victime et lui tira dans la poitrine. Après cela, Hagan lui-même et un autre de ses complices tirèrent à plusieurs reprises sur Malcolm X avec des armes de poing.

## Conséquences
En 1966, Hagan, Butler et Johnson reçurent tous les trois une peine de prison ferme à perpétuité. Durant son séjour en prison, Hagan obtint le baccalauréat ainsi qu'un diplôme de maîtrise. Au cours de ses 45 années en prison, il demanda seize fois une libération conditionnelle, qui lui fut constamment refusée. Butler fut libéré sur parole en 1985 et il en fut de même pour Johnson en 1987. Néanmoins, dès 1988, Hagan fut autorisé à participer à un programme de placement, ce qui lui permit de chercher du travail en dehors de la prison et lui demanda de ne passer que deux jours sur sept dans un établissement à sécurité minimale à Manhattan. Le reste de la semaine, il était autorisé à rester avec sa femme et ses enfants. Il travailla entre autres pour le collectif jeunes Crown Heights, en tant que conseiller pour un foyer pour sans-abris à Ward's Island, ainsi que dans un fast-food. En mars 2010, Hagan se vit accorder une libération conditionnelle et fut relâché pour de bon à la fin du mois d'avril. Il reste un musulman pratiquant, mais a quitté la Nation de l'Islam, n'étant plus en accord avec leur idéologie. Lors de sa 44e année d'incarcération, il a déclaré regretter avoir tiré sur Malcolm X.
Son personnage a été interprété par Giancarlo Esposito dans le drame biographique américain Malcolm X (1992).